# Miðhóll
Miðhóll är en kulle i republiken Island. Den ligger i regionen Norðurland eystra, 300 km nordost om huvudstaden Reykjavík. Toppen på Miðhóll är 416 meter över havet.
Trakten runt Miðhóll är nära nog obefolkad, med mindre än två invånare per kvadratkilometer. Det finns inga samhällen i närheten. Trakten runt Miðhóll är ofruktbar med lite eller ingen växtlighet.